# Klaus Reder
Klaus Reder (* 25. Oktober 1958 in Obereßfeld) ist ein deutscher Historiker und Volkskundler. Er ist seit 1999 Bezirksheimatpfleger des Bezirks Unterfranken. Reder lehrt als Professor an der Universität Würzburg.

## Leben

### Werdegang
Klaus Reder studierte an der Universität Würzburg die Fächer Volkskunde, Historische Hilfswissenschaften, Vor- und Frühgeschichte und fränkische Kirchengeschichte. Ab 1986 arbeitete er als wissenschaftlicher Mitarbeiter in der Abteilung Kulturarbeit und Heimatpflege beim Bezirk Unterfranken. 1994 promovierte er über Die bayerischen Physikatsberichte 1858–1861 als ethnographische Quelle am Beispiel Unterfranken zum Doktor der Philosophie. Reder ist seit 1996 Lehrbeauftragter und seit 2007 Honorarprofessor am Lehrstuhl für Europäische Ethnologie/Volkskunde an der Universität Würzburg.
Seit 1999 ist er Bezirksheimatpfleger von Unterfranken. Das von ihm geleitete Referat Kulturarbeit und Heimatpflege ist eine der vier Fachberatungen des Bezirks Unterfranken mit Sitz in Würzburg.

### Aufgaben in der Bezirksheimatpflege
Zu Reders Hauptaufgaben gehören die Erhaltung, Pflege und Förderung des regionalen Kulturgutes in Unterfranken. Hierzu zählen Denkmalpflege, Museen, Musik, Theater, Kleinkunst, Geschichte, Bräuche und Tracht. Reder ist Dienstleister und Ansprechpartner rund um Kulturarbeit und Heimatpflege für Stadt-, Kreis- und Ortsheimatpfleger und -pflegerinnen, für alle Privatpersonen, Vereine, Verbände, Arbeitsgemeinschaften oder Institutionen bei Fragen und Anliegen rund um Kultur und Heimatpflege.

### Unterfränkische Kulturstiftung
Zum Aufgabengebiet von Klaus Reder gehört die fachliche Unterstützung bei Förderangelegenheiten der Unterfränkischen Kulturstiftung, die alle Sparten der Kulturarbeit im Blick hat. Er berät den Bezirkstag von Unterfranken zu kulturellen Fragen und bei Weichenstellungen in der Kulturarbeit. Reder arbeitet eng mit lokalen, regionalen und überregionalen Kultureinrichtungen und Fördergebern zusammen wie den Unteren Denkmalschutzbehörden, dem Bayerischen Landesamt für Denkmalpflege und dem Heimatministerium.

### Außenstellen des Referats Kulturarbeit und Heimatpflege
Fachlich betreut er:
- die bezirkseigenen Museen Schloss Aschach
- den Popularmusikbeauftragten des Bezirks Unterfranken mit Sitz in der Bayerischen Musikakademie Hammelburg
- das Johanna-Stahl-Zentrum für jüdische Geschichte und Kultur, das vom Bezirk Unterfranken und der Stadt Würzburg gemeinsam getragen wird.

### Bildungsangebote
Möglichkeiten zur Fortbildung, dem wissenschaftlichen Austausch und der Vernetzung bieten die durch das Referat organisierten Tagungen, Seminare und Workshops sowie Publikationen aus dem Referat. Klaus Reder leitet zudem Seminare im Fach Europäische Ethnologie/Empirische Kulturwissenschaft an der Universität Würzburg.

### Preisvergaben
Der Bezirk Unterfranken würdigt ehren- und hauptamtliches Engagement im Kulturbereich sowie für die Erhaltung historischer Bausubstanz. Bei der Auswahl der Preisträger steht Reder diversen Fachjurys und Auswahlgremien vor.

## Ehrenamtliches Engagement
Reder engagiert sich für die Gemeinschaft Sant’Egidio.

## Auszeichnungen
- 2004: Kulturpreis Grabfeld[3]
- 2010: Ehren-Gambrinus[4]
- 2023: Verdienstkreuz am Bande des Verdienstordens der Bundesrepublik Deutschland[5][6]
- 2023: Frankenwürfel[7][8][9][10]
- 2025: Ehrenmedaille des Oberbürgermeisters der Stadt Würzburg[11]
- 2025: Silvesterorden[12]

## Publikationen (Auswahl)
- Die bayerischen Physikatsberichte 1858–1861 als ethnographische Quelle am Beispiel Unterfranken (= Veröffentlichungen zur Volkskunde und Kulturgeschichte. Band 57). Würzburg 1995 (zugleich: Dissertation, Julius-Maximilians-Universität Würzburg, 1994), DNB 945196423 (Digitalisat).
- mit Reinhold Albert: Rhön und Grabfeld im Spiegel der Beschreibungen der Bezirksärzte Mitte des 19. Jahrhunderts (= Schriftenreihe des Vereins für Heimatgeschichte im Grabfeld. Heft 8 / Veröffentlichungen zur Volkskunde und Kulturgeschichte. Band 58). Bad Königshofen im Grabfeld/Würzburg 1995, DNB 946572135 (Digitalisat).
- Kunst und Künstler im Grabfeld. In: Hartmut Schötz (Hrsg.): Festschrift Kurt Töpner zum 60. Geburtstag. Gewidmet von Kollegen, Freunden und Mitarbeitern. Verlag Wilfred Eppe, Bergatreute 1997, ISBN 3-89089-047-4, S. 47–64.
- mit Heidrun Alzheimer (Hrsg.): Veröffentlichungen zur Volkskunde und Kulturgeschichte. Bände 64–104. Würzburg 1998–2012, ISSN 0721-068X.[13]
- Die Physikatsberichte – Versuch einer Landesaufnahme in der Mitte des 19. Jahrhunderts? In: Peter Kolb, Ernst-Günther Krenig (Hrsg.): Von der Eingliederung in das Königreich Bayern bis zum beginnenden 21. Jahrhundert (= Unterfränkische Geschichte. Band 5/1). Echter, Würzburg 2002, ISBN 3-429-02373-4, S. 311–326.
- „Es ist nicht die glücklichste Zone der Erdoberfläche ...“ – Der Physikatsbericht 1858 für das bayerische Landgericht Orb von Dr. Johann Michael Fuchs (= Sammlung zu Bad Orb's Geschichte und Kultur. Band 3). Verlag Orbensien, Bad Orb im Spessart 2009, ISBN 978-3-927176-24-9.
- Missionssammeldosen. Eine sachvolkskundliche Betrachtung der sogenannten Nickneger. In: Heidrun Alzheimer (Hrsg.): Bilder, Sachen, Mentalitäten. Arbeitsfelder historischer Kulturwissenschaften. Festschrift anlässlich des 80. Geburtstages von Wolfgang Brückner. Schnell + Steiner, Regensburg 2010, ISBN 978-3-7954-2323-0, S. 413–423.